# Cherry Creek (Nova York)
Cherry Creek és una població dels Estats Units a l'estat de Nova York. Segons el cens del 2000 tenia 551 habitants.

## Demografia
Segons el cens del 2000, Cherry Creek tenia 551 habitants, 198 habitatges, i 156 famílies. La densitat de població era de 156,4 habitants/km².
Dels 198 habitatges en un 40,4% hi vivien nens de menys de 18 anys, en un 52,5% hi vivien parelles casades, en un 16,2% dones solteres, i en un 21,2% no eren unitats familiars. En el 15,7% dels habitatges hi vivien persones soles el 7,6% de les quals corresponia a persones de 65 anys o més que vivien soles. El nombre mitjà de persones vivint en cada habitatge era de 2,78 i el nombre mitjà de persones que vivien en cada família era de 3,03.
Per edats la població es repartia de la següent manera: un 31,2% tenia menys de 18 anys, un 6,5% entre 18 i 24, un 29,9% entre 25 i 44, un 22,1% de 45 a 60 i un 10,2% 65 anys o més.
L'edat mediana era de 36 anys. Per cada 100 dones de 18 o més anys hi havia 96,4 homes.
La renda mediana per habitatge era de 31.528 $ i la renda mediana per família de 32.500 $. Els homes tenien una renda mediana de 31.406 $ mentre que les dones 24.038 $. La renda per capita de la població era de 15.358 $. Entorn del 15,9% de les famílies i el 18,3% de la població estaven per davall del llindar de pobresa.